# Liên đoàn bóng đá Libya
Liên đoàn bóng đá Libya (tiếng Ả Rập: الاتحاد الليبي لكرة القدم) là tổ chức quản lý, điều hành các hoạt động bóng đá ở Libya. Liên đoàn quản lý đội tuyển bóng đá quốc gia Libya, tổ chức các giải bóng đá như vô địch quốc gia và cúp quốc gia. Liên đoàn bóng đá Libya gia nhập FIFA năm 1963 và CAF năm 1965.